# Roberto de Andrade
Roberto de Andrade Souza (São Paulo, 29 de abril de 1958) é um empresário e dirigente esportivo brasileiro. Foi vice-presidente, diretor de futebol e o 33º presidente da história Sport Club Corinthians Paulista.

## Biografia
Roberto chegou a diretoria do Corinthians pela primeira vez como primeiro vice-presidente, eleito na chapa de Andrés Sanchez em fevereiro de 2009. Em dezembro de 2010, foi escolhido pelo presidente Andrés Sanchez para assumir a diretoria de futebol do clube, substituindo o delegado Mário Gobbi, acumulando os cargos de vice-presidente administrativo e de diretor de futebol.
Após o presidente Andrés Sanchez aceitar o convite da CBF, para ser o novo diretor de seleções da entidade, Roberto de Andrade assumiu a presidência do clube de forma interina, em dezembro de 2011, ficando no cargo até a eleição do ex-diretor de futebol Mário Gobbi Filho, em fevereiro de 2012. Com a eleição de Mário Gobbi, segue como diretor de futebol do clube, deixando o cargo apenas em janeiro de 2014, visando planejar sua campanha para sucessão a presidência do Corinthians. Nas eleições presidenciais do clube, realizadas em 7 de fevereiro de 2015, na sede do clube, o Parque São Jorge, foi eleito o 36º Presidente do Sport Club Corinthians Paulista, vencendo na disputa o ex-vice-presidente de futebol Antônio Roque Citadini.
Durante seus três anos de mandato, conquistou três título pela equipe: o Campeonato Brasileiro de 2015, o Campeonato Paulista de 2017 e o Campeonato Brasileiro de 2017. Durante sua gestão perdeu o treinador e ídolo do clube Tite, para a seleção brasileira, ficando muito revoltado com a CBF à época, pela maneira como foi feito o convite ao treinador, sem consultar o clube, foi durante sua gestão também que lançou o então auxiliar Fábio Carille (após fracassar nas tentativas de substituir Tite, com os veteranos Cristóvão Borges e Oswaldo de Oliveira), que viria a se tornar um dos maiores vencedores da história recente do clube. Deixou a presidência em 3 de fevereiro de 2018, entregando o cargo ao ex-presidente, que voltara a assumir o clube após 7 anos, Andrés Sanchez.
Em 4 de janeiro de 2021, foi anunciado pelo novo presidente Duílio Monteiro Alves, como diretor de futebol do clube. Em 21 de março de 2023, após ser alvo de protestos, entregou o cargo e deixou a diretoria.